# Ipomoea aristulata
Ipomoea aristulata är en vindeväxtart som beskrevs av Carl Friedrich Philipp von Martius och Gal. Ipomoea aristulata ingår i släktet praktvindor, och familjen vindeväxter. Inga underarter finns listade i Catalogue of Life.